# فیلتسموز
فیلتسموز (به آلمانی: Filzmoos) یک منطقهٔ مسکونی در اتریش است که در ناحیه سنت یوهان ایم پونگاو واقع شده‌است. فیلتسموز ۱٬۳۹۰ نفر جمعیت دارد.